# آذر
آذر (در تقویم هجری خورشیدی افغانستان: قَوس) نهمین ماه سال در گاه‌شماری هجری خورشیدی است و همواره ۳۰ روز دارد و از روز ۲۴۷م سال آغاز شده و در روز ۲۷۶م سال پایان می‌یابد. آذر سومین و آخرین ماه فصل پاییز است. برج فلکی آذرماه برج قوس (کمان) است.
در گاه‌شماری رسمی ایران نام این ماه از نام ماه نهم گاه‌شماری اوستایی نو برگرفته شده‌است. در گاه‌شماری [زرتشتی] نهمین روز هر برج نیز آذر نام دارد و در آذرروز از آذرماه، جشن آذرگان برگزار می‌شود. ایزد این ماه ایزدآذر است.
ایزدآذر، در اسطوره‌های ایرانی و زرتشتی، ایزد نگاهبان آتش و فروزه اهورامزدا است برای همین گاه جایگاه او را در شمار امشاسپندان نیز آورده‌اند و او را پسر اهورامزدا دانسته‌اند.

## واژه‌شناسی
واژهٔ آذر به‌معنای آتش و در اوستایی آتَر (ātar) و 'آدُر (ĀDUR) و در پارسی میانه آدُر (ĀDUR یا ādar) است. واژهٔ آتَش (ātaš) که در پارسی میانه آتَخش (ātaxš) بوده، برگرفته از این واژه است.

## رویدادها
۱ _ انتقال پایانی آرمان عبدالعالی ؛ دوست و عامل جنایت قتل غزاله شکور به قرنطینه زندان انفرادی پس از تعویق های مکرر برای اجرای حکم قصاص _ ۲ آذر ۱۴۰۰
۲ _ اجرای حکم آرمان عبدالعالی ، دوست و عامل جنایت قتل غزاله شکور _ ۳ آذر ۱۴۰۰
۳ _ آخرین قرنطینه زندان انفرادی خدیجه (شهلا) جاهد ؛ پرستار، دانشجوی روان‌شناسی ،مربی مهد کودک ، همسر دوم موقت ناصر محمدخانی و محکوم به جنایت قتل فاطمه (لاله ) سحرخیزان (خیّر و همسر اول ناصر محمدخانی)، پیش از قصاص _ ۹ آذر ۱۳۸۹
۴ _ اعدام خدیجه ( شهلا ) جاهد ؛ پرستار ، دانشجوی روان‌شناسی ، مربی مهدکودک ، همسر دوم موقت ناصر محمدخانی و محکوم به جنایت قتل فاطمه ( لاله ) سحرخیزان (خیّر و همسر اول ناصر محمدخانی ) - ۱۰ آذر ۱۳۸۹ 

## مناسبت‌ها
۱ - آذرجشن
۹ - جشن آذرگان
۱۵ - روز هوانیروز - روز حسابدار
۱۶ - روز دانشجو
۳۰ - روز انارام، جشن میانه سال، جشن شب یلدا یا شب چله: انقلاب زمستانی و جشن زایش خورشید است، ایرانیان در این شب با فراهم آوردن خوراکی‌های گوناگون تا بامداد به انتظار دیدار نخستین پرتوهای خورشید بیدار می‌نشسته‌اند.
۲۵ - روز پژوهش

## نامگذاری‌ها
۵ - روز بسیج مستضعفان
۷ - روز نیروی دریایی
۹ - روز بزرگداشت شیخ مفید.
۱۰ - روز مجلس.
۱۲ - روز جهانی معلولان.
۱۴ - روز بیمه.
۱۵ - روز هوانیروز
۱۶ - روز دانشجو.
۱۹ - روز جهانی حقوق بشر.
۲۵ - روز پژوهش. روز مادر پیش از انقلاب ۱۳۵۷.
۲۶ - روز حمل و نقل.
۲۷ - روز وحدت حوزه و دانشگاه.

## زادروزها
۱
- ۱۳۰۲ - داریوش اسدزاده، بازیگر ایرانی
- ۱۳۳۰ - فرخ نعمتی، بازیگر ایرانی
- ۱۳۳۴ - حمید باکری ، نظامی ایرانی
- ۱۳۳۶ - ایرج بسطامی، خواننده
- ۱۳۳۶ - علیرضا اوسیوند، بازیگر سینما و تلویزیون
- ۱۳۴۲ - امیر قلعه نوعی، بازیکن فوتبال اهل ایران
- ۱۳۴۵ - فریبا کوثری، بازیگر
- ۱۳۴۸ - مرجان ساتراپی، نویسنده، کارگردان، فعال حقوق بشر و انیماتور داستان‌های مصور
- ۱۳۶۵ - جهانگیر عسگری، بازیکن فوتبال اهل ایران

۲
- ۱۳۰۸ - ویگن، خواننده
- ۱۳۱۲ - علی شریعتی، استاد تاریخ، سخنران، نویسنده، اسلام‌شناس، جامعه‌شناس و پژوهشگر دینی
- ۱۳۵۶ - حمید گودرزی، بازیگر

۳
- ۱۳۴۲ - کیهان کلهر، آهنگساز و نوازنده
- ۱۳۴۷ - امید زندگانی، بازیگر و مجری

۴
- ۱۳۶۳ - لیلا بلوکات، بازیگر
- ۱۳۷۵ - علی شادمان، بازیگر

۵
- ۱۳۳۴ - محمدعلی بنی اسدی، نقاش، تصویرگر.
- ۱۳۳۷ - نادر مشایخی، موسیقی‌دان و رهبر ارکستر.

۶
- ۱۲۱۸ - عباس میرزا ملک‌آرا، شاهزاده قاجار و برادر ناتنی ناصرالدین‌شاه قاجار، (درگذشته ۱۲۷۶)
- ۱۳۱۳ - جمشید مشایخی، بازیگر پیشکسوت
- ۱۳۲۶ - داریوش فرهنگ، کارگردان، فیلم نامه‌نویس و بازیگر
- ۱۳۲۸ -  شاهرخ شاهید، خواننده

۷
- ۱۳۰۷ - داریوش صفوت، موسیقی‌دان ایرانی
- ۱۳۳۵ - محمد عمرانی، بازیگر، کارگردان، نویسنده و صداپیشه
- ۱۳۳۸ - نادر دست‌نشان، بازیکن بازنشسته و مربی کنونی فوتبال
- ۱۳۴۶ - حسین شهابی، نویسنده و کارگردان
- ۱۳۴۷ - حمید امجد، نویسنده، کارگردان، داستان‌نویس، مترجم و پژوهشگر
- ۱۳۴۹ - منصور ضابطیان، روزنامه‌نگار، کارگردان، مجری رادیو و تلویزیون، پادکست ساز، نویسنده و تهیه‌کننده
- ۱۳۵۸ - روزبه بمانی، شاعر و ترانه‌سرا

۸
- ۱۳۴۴ - سروش صحت، بازیگر، کارگردان و نویسنده
- ۱۳۵۶ - الهام حمیدی، بازیگر
- ۱۳۵۹ - هومن سیدی، بازیگر، کارگردان و نویسنده

۹
- ۱۳۶۳ - آزاده نامداری، مجری
- ۱۳۵۶ - پانته‌آ پناهی‌ها، بازیگر

۱۰
- ۱۲۹۱ - حسن علوی‌کیا، سرتیپ نیروی زمینی شاهنشاهی در دوران پهلوی و از بنیان‌گذاران سازمان ساواک
- ۱۳۰۲ - نظام فاطمی، ادیب، ترانه‌سرا، و فیلم‌ساز
- ۱۳۱۵ - نادر گلچین، خواننده آواز سنتی ایرانی
- ۱۳۲۵ - ابراهیم آشتیانی، بازیکن و مربی فوتبال
- ۱۳۳۲ - شهلا معززی، نقاش
- ۱۳۴۱ - پرویز شهبازی، کارگردان، نویسنده و تدوینگر
- ۱۳۵۲ - بهاره رهنما، بازیگر
- ۱۳۵۹ - علی صادقی، بازیگر
- ۱۳۶۰ - مینا ساداتی، بازیگر

۱۱
- ۱۳۰۲ - جلال آل احمد،
- ۱۳۴۵ - علی مصفا، بازیگر، نویسنده، تهیه‌کننده و کارگردان
- ۱۳۵۶ - سالار عقیلی، خواننده

۱۲
- ۱۳۲۵ - کوروش یغمایی، خواننده
- ۱۳۷۰ - سینا مهراد، بازیگر

۱۳
- ۱۳۷۴ - امیرمحمد متقیان، مجری کودک

۱۴
- ۱۳۶۱ - پندار اکبری، بازیگر
- ۱۳۷۵ - علی یاسینی، خواننده

۱۶
- ۱۳۵۰ - مهراب قاسمخانی، نویسنده

۱۷
- ۱۳۱۸ - داریوش مهرجویی، کارگردان، نویسنده و مترجم
- ۱۳۲۲ - محمدرضا اصلانی، کارگردان، شاعر و فیلسوف
- ۱۳۴۱ - علی‌رضا بهشتی، فرزند سید محمد حسینی بهشتی، استاد دانشگاه

۱۸
- ۱۲۶۵ - ملک‌الشعرای بهار،
- ۱۳۲۷ - مسعود جعفری جوزانی، کارگردان و فیلم‌ساز ایرانی.

۱۹
- ۱۳۱۰ -حیدر رقابی، شاعر و فعال سیاسی ایرانی، متخلص به «هاله»

۲۱
- احمد شاملو، شاعر و مترجم
- حشمت مهاجرانی، مربی فوتبال
- ۱۳۷۰ - هستی مهدوی‌فر، بازیگر

۲۲
- ۱۳۳۳ - رسول صدرعاملی، کارگردان سینما

۲۳
- ۱۳۲۸ - ناصر حجازی، مربی و بازیکن فوتبال

۲۴
- ۱۳۱۴ - جلال شباهنگی، گرافیست، نقاش و مجسمه‌ساز

۲۵
- ۱۳۱۸ - مهدی فتحی، بازیگر تلویزیون تئاتر سینما
- ۱۳۲۴ - عبدالکریم سروش، فیلسوف
- ۱۳۲۵ - طوفان هل عطایی، آهنگساز، نوازنده و خواننده
- ۱۳۲۸ - کیومرث پور احمد، فیلمنامه‌نویس، کارگردان
- ۱۳۲۹ - بهرام شاه‌محمدلو، کارگردان و هنرپیشه تئاتر و تلویزیون
- ۱۳۵۸ - امیرحسین اصلانیان، بازیکن فوتبال

۲۸
- ۱۳۵۶ - سپند امیرسلیمانی، بازیگر

۲۹
- ۱۳۴۴ - مهتاب نصیرپور، بازیگر
- ۱۳۶۳ - سیاوش خیرابی، بازیگر

۳۰
- ۱۳۵۴ - لاله اسکندری، بازیگر و عکاس

آذر
- ۱۳۰۸ - سروژ استپانیان، مترجم ارمنی‌تبار

## درگذشت‌ها
۲ آذر:
- غلامحسین ساعدی، نویسنده، پژوهشگر و روان‌شناس، ۱۳۶۴ خورشیدی
- درویش خان، ۱۳۰۵ خورشیدی

۳ آذر:
- محمود کریمی، ردیف‌دان و مدرس آواز، ۱۳۶۳ خورشیدی
- آرمان عبدالعالی ، بسکتبالیست ، دانش آموخته حقوق دانشگاه جامع علمی کاربردی ، دانش آموخته و دانشجوی مهندسی پزشکی دانشگاه پردیس تربیت مدرس ، دوست و عامل جنایت قتل غزاله شکور - ۱۴۰۰ [۴] [۵]

۴ آذر:
- بیتا فرهی، بازیگر، ۱۴۰۲

۵ آذر:
- محمدعلی فروغی، ۱۳۲۱ ش
- حسن میرخانی، از بنیان‌گذاران انجمن خوشنویسان ایران، ۱۳۶۹ ش

۶ آذر:
- پروانه معصومی، بازیگر، ۱۴۰۲

۷ آذر:
- میرزا حسن زرین‌خط، استاد خوشنویسی، ۱۳۵۷ ش
- جلال تاج اصفهانی، خواننده، ردیف‌دان و مدرس آواز، ۱۳۶۰ ش
- حمید مصدق، شاعر و وکیل، ۱۳۷۷ ش

۸ آذر:
- سید محمدهاشم پیر، از مورخان و پایه‌گذاران جنبش‌های نوین فکری در ایران، ۱۳۲۵ ش

۹ آذر:
- عیسی بهنام، باستان‌شناس و استاد دانشگاه تهران، ۱۳۶۳
- مهدی خالدی، نوازنده ویولون و مدرس ۱۳۶۹ ش

۱۰ آذر:
- آیت الله مدرس، ۱۳۱۶
- شهلا جاهد ، پرستار ، مربی مهدکودک ، دانشجوی روان‌شناسی ، همسر دوم موقت ناصر محمدخانی و اعدامی - ۱۳۸۹

۱۱ آذر:
- میرزا کوچک خان، ۱۳۰۰

۱۲ آذر:
- نصرت‌الله گلپایگانی، نوازنده تار، ویولون، تنبک و آهنگساز، ۱۳۴۱
- شاهرخ شاهید، خواننده، ۱۴۰۲

۱۳ آذر:
- عمر خیام نیشابوری، ۵۰۲
- آیت الله گلپایگانی، ۱۳۷۲

۱۴ آذر:
- غلامحسین یوسفی، استاد زبان و ادبیات فارسی، ۱۳۶۹
- علی حاتمی، فیلم‌ساز، ۱۳۷۵

۱۵ آذر:
- احمد کشوری

۱۶ آذر:
- میرزا آقا امامی اصفهانی (محمد مهدوی)، نقاش، ۱۳۳۴
- هوشنگ پزشک نیا، نقاش معاصر ایرانی، ۱۳۵۱
- جواد معروفی، نوازندهٔ پیانو و آهنگساز، ۱۳۷۲

۱۹ آذر:
- سعدی، ۶۷۱

۲۳ آذر:
- حیدر رقابی، شاعر و فعال سیاسی ایرانی، متخلص به «هاله»، ۱۳۶۶

۲۶ آذر:
- مولوی، ۶۵۲

۲۹ آذر:
- ابوالحسن صبا، ۱۳۳۶